# Jan Ernst van Panhuys
Jan Ernst baron van Panhuys (Groningen, 12 juli 1808 - Den Haag, 25 oktober 1878) stamde uit het oude Groningse geslacht Van Panhuys, was een liberaal politicus en onder andere lid van de Tweede Kamer en gouverneur/commissaris des Konings van de provincie Friesland.
Van Panhuys werd op 12 juli 1808 in Groningen geboren als zoon van jhr. Abraham van Panhuys (1774-1847), lid van de Ridderschap en Provinciale Staten van Groningen, en Bernardina Ernestina Harmanna Polman Gruys (1775-1820), telg uit het geslacht Polman Gruys; hij werd vernoemd naar de broer van zijn moeder. Hij trouwde te Groningen op 8 december 1838 met jkvr. Maria Albertina Alberda van Ekenstein (1816-1840) en hertrouwde na haar dood op 28 december 1847 met haar zus jkvr. Anna Catharina Alberda van Ekenstein (1818-1867), beiden telgen uit het geslacht Alberda en dochters van jhr. mr. Willem Alberda van Ekenstein (1792-1869). Uit het eerste huwelijk werd een zoon geboren (waarna zijn moeder elf dagen daarna overleed), uit het tweede huwelijk nog zes kinderen.
Hij studeerde Romeins en hedendaags recht aan de Hogeschool te Groningen en te Leiden en promoveerde bij de laatste in 1833 op het proefschrift Specimen oeconomico-politicum inaugurale De tributis tot doctor in de rechtsgeleerdheid. Hij nam als vrijwilliger deel aan de Tiendaagse Veldtocht.
Hij werd vervolgens advocaat en procureur te Groningen. Op 1 oktober 1838 werd hij rechter bij de Arrondissementsrechtbank te Winschoten. Deze betrekking beëindigde hij op 1 december 1848.
Van 19 oktober 1840 tot 13 februari 1849 was hij lid van de Tweede Kamer der Staten-Generaal voor de provincie Groningen. Hij behoorde tot de hervormingsgezinde leden en steunde in 1844 dan ook het agenderen van het voorstel van Thorbecke c.s. (de Negenmannen) tot herziening van de Grondwet.
Met ingang van 1 december 1848 werd hij benoemd tot gouverneur van Friesland. In deze functie, vanaf 1850 onder de naam commissaris des Konings, bleef hij actief tot 9 juni 1878.
In 1874 bij het vijfentwintigjarig regeringsjubileum van koning Willem III werd hij verheven tot baron. Hij was commandeur in de Orde van de Nederlandse Leeuw en grootofficier in de Orde van de Eikenkroon.
Naast zijn politieke loopbaan was hij vanaf 1849 tot zijn dood lid van het College van Curatoren van de Hogeschool te Groningen.
- Biografisch Portaal: 11226106
- Gemeinsame Normdatei: 1055161570
- International Standard Name Identifier: 0000 0003 9770 5201
- Nederlandse Thesaurus van Auteursnamen: 068898282
- Parlement.com: vg09llravwz1
- Virtual International Authority File: 47133319
- WorldCat: E39PBJvmM79fQBJ9kvgmmMWFKd